# Lucas de Quirós
Lucas de Quirós (Tocuyo, Venezuela, 1580?) fue Cosmógrafo Mayor del Virreinato del Perú.

## Biografía
Sobrino del navegante portugués Pedro Fernández de Quirós, tomó parte en la expedición a la Australia del Espíritu Santo como alférez real. A la vuelta de ese viaje seguramente pasó a la Capitanía General de Venezuela, territorio en donde solicitó y obtuvo una encomienda a la que renunció para tomar parte en el nuevo viaje de su tío Pedro Fernández de Quirós a la Austrialia del Espíritu Santo. En 1610 hizo las gestiones para pasar al Perú con su esposa María de Guevara, su tío y su primo Francisco de Quirós.
Debió llegar a Lima en 1616. En 1615, El Callao había sido atacado por una escuadra holandesa y ello motivó que Francisco de Borja y Aragón, Príncipe de Esquilache y 12° Virrey del Perú, decidiera actualizar la cartografía peruana que fuera elaborada por Diego Méndez de Segura en 1608. Esta tarea le fue asignada a Lucas de Quirós quien la concluyó en 1618 y firmó como Cosmógrafo Mayor del Mar del Sur su Descripción Corographica de las provincias del Pirú, Chile, nuevo Reyno y Tierra Firme. En 1631 elaboró un nuevo mapa de la bahía y el puerto de el Callao que constituye la representación más exacta de lo que fue dicha localidad en el siglo XVII. Tras la realización de este mapa, no se tienen más referencias históricas de Lucas de Quirós.